# Na Zachodzie bez zmian (film 1930)
Na Zachodzie bez zmian (ang. All Quiet on the Western Front) – amerykański film z 1930 roku, zrealizowany na podstawie powieści Ericha Marii Remarque’a pod tym samym tytułem. Opowieść o losie grupy niemieckich gimnazjalistów, którzy giną w okopach na froncie I wojny światowej. Został zrealizowany w erze Pre-Code.
Film został nominowany do czterech Oscarów, a nagrodzony dwoma (dla najlepszego filmu i za najlepszą reżyserię). Na skutek planowanych chuligańskich wybryków faszystowskich grup Sturmabteilung (SA) film ten szybko został zdjęty z ekranów w Niemczech.

## Obsada
| Aktor             | Rola                  |
| ----------------- | --------------------- |
| Richard Alexander | Westhus               |
| Ben Alexander     | Franz Kemmerich       |
| Lew Ayres         | Paul Bäumer           |
| William Bakewell  | Albert Kropp          |
| G. Pat Collins    | Porucznik Bertinck    |
| Owen Davis Jr.    | Peter                 |
| Russell Gleason   | Müller                |
| Harold Goodwin    | Detering              |
| Scott Kolk        | Leer                  |
| Arnold Lucy       | Profesor Kantorek     |
| Beryl Mercer      | Pani Bäumer           |
| Walter Rogers     | Behn                  |
| Slim Summerville  | Tjaden                |
| Louis Wolheim     | Stanislaus Katczinsky |
| John Wray         | Himmelstoss           |